# Leon Redbone

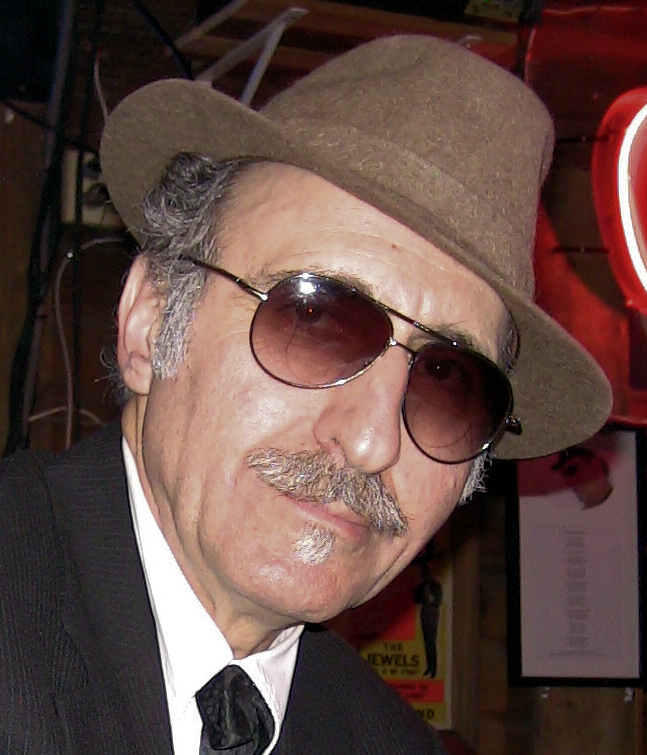
Leon Redbone (2010)

Leon Redbone (* 26. August 1949 als Dickran Gobalian auf Zypern; † 30. Mai 2019 in New Hope, Pennsylvania) war ein kanadischer Sänger und Gitarrist.
Er hatte sich auf die Musik der frühen 1920er Jahre spezialisiert und interpretierte Jazzstücke, Blues und die Klassiker der sogenannten Tin-Pan-Alley-Popularmusik. Er hat fünfzehn Musikalben veröffentlicht.

## Leben
Seine Vorfahren waren zyprische Türken. Von Zypern wanderte er nach London aus, wo er eine weiterführende Schule besuchte. 1964 emigrierte er nach Toronto (Kanada). Er machte um seine Herkunft und seine Identität ein großes Geheimnis und machte aus Spaß falsche Angaben zu seiner Vergangenheit und seinem Privatleben. Es wird angenommen, dass er mit der Jazzproduzentin Beryl Handler verheiratet war. Das Paar war gemeinsam beteiligt an der Produktion von Redbones 2001 erschienenem Album Anytime. Er starb am 30. Mai 2019.

## Karriere
Redbones erster Bühnenauftritt war im Sommer 1971 auf dem Mariposa Folk Festival im kanadischen Orillia bei Ontario. Während der frühen 1970er Jahre begann Redbone auf kleinen Volksfesten und in Nachtclubs innerhalb Torontos aufzutreten. Durch sein Aussehen häuften sich um diese Zeit die Gerüchte, dass Redbone vermutlich der Komiker Andy Kaufman sei, der unter einer anderen Identität auftrete oder er sei der Sänger Frank Zappa, der Redbone sehr ähnlich sah. Nach dem Tod Kaufmans und Zappas ließen die Gerüchte wieder nach.
1975 wurde sein erstes Album On the Track von Warner Bros. Records veröffentlicht. Durch seine Auftritte als regelmäßiger Stammgast-Musiker zwischen 1976 und 1983 in der Samstagabendshow Saturday Night Live bei NBC wurde Redbone einem größeren Publikum bekannt. In den 1980er und 1990er Jahren war Redbone ein häufiger Gast in der Tonight Show von Johnny Carson.
Redbone hatte eine Reihe von Auftritten, wie etwa in der amerikanischen Comic-Serie Mister Boffo und in The Far Side. Er entwickelte die Titelmelodie für die beliebte 1980er Sitcom Mr. Belvedere und trat regelmäßig bei PBS in der Kindershow Between the Lions auf.
Zusammen mit Zooey Deschanel sang er eine Coverversion von Frank Loessers romantischem Lied Baby, It’s Cold Outside für den Abspann des 2003 erschienenen Films Elf (deutscher Titel Buddy – Der Weihnachtself). Er lieh seine charakteristische Stimme auch als Synchronsprecher an Leon der Schneemann im gleichnamigen Film. Auf seinem 1987 erschienenen Album Christmas Island trägt er eine Version von Frosty the Snowman mit Dr. John vor.
Er hat Musikstücke für das Fernsehen produziert und trat auch in Werbespots auf. Der bekannteste Werbespot mit Leon Redbone als Darsteller ist eine Reklame für Budweiser-Bier, worin er auf einem fliegenden Teppich über einen Strand schwebt und singt: This Bud’s for You (übersetzt als Wortspiel: Dieses Bud ist für Dich und Das tue ich nur für dich).

## Markenzeichen
Leon Redbone erinnerte mit seiner Kleidung an die Varietétheater-Epoche. Während seiner Auftritte trug er oft einen weißen Anzug mit schwarzen Nadelstreifen, einen Panamahut und eine dunkle Sonnenbrille. Nach einem Liedvortrag zog er manchmal schnell seinen Hut und hob seine Augenbrauen, so dass seine Mimik äußerst komisch wirkte und somit das Publikum zum Lachen anregte. Seine Aufführungen waren angereichert mit komischen Slapstick-Einlagen.

## Diskografie
Alben
- 1975: On the Track
- 1977: Double Time
- 1978: Champagne Charlie
- 1981: From Branch to Branch
- 1982: Mystery Man
- 1985: Live
- 1985: Red to Blue
- 1987: Christmas Island
- 1988: No Regrets
- 1991: Sugar
- 1992: Up a Lazy River
- 1994: Whistling in the Wind
- 2001: Any Time
- 2005: Live (October 26, 1992 · The Olympia Theater · Paris, France)
- 2014: Flying By
- 2016: Long Way from Home
- 2018: Strings and Jokes (Live in Bremen 1977)